# Zoé De Grand Maison
Zoé De Grand Maison (n. Montreal, Quebec, Canadá; 3 de mayo de 1995), ocasionalmente acreditada como Zoé De Grand'Maison o Zoé De Grand-Maison, es una actriz canadiense. Saltó a la fama en 2014 por su papel de Gracie Johanssen en la serie de televisión, Orphan Black.

## Carrera profesional

### 2012-presente: inicios de su carrera
Inició su carrera como actriz debutando en un episodio de la serie Saving Hope. Luego interpretó el papel de Beth Pelway en la película An Officer and a Murderer de Lifetime.
En 2013, interpretó a Emily Moreland para 4 episodios en la serie de televisión canadiense Played. En mayo de 2014, realizó una aparición especial en la serie Motive en donde interpretó a Sasha King. Este papel le valió su primer Young Artist Awards en la categoría de Mejor interpretación en serie de televisión-Actriz invitado principal de 17-21. Más tarde, Grand Maison se unió al elenco recurrente de la serie Orphan Black, en donde interpreta el papel de Gracie Johanssen.
En marzo de 2015, interpretó el papel de Nicolette Green para la serie de televisión Murdoch Mysteries. Ese mismo año, interpretó el personaje a Ashley el personaje antagónico de la película Bad Hair Day de Disney Channel Original Movie. También tuvo una participación especial en un episodio de la serie de televisión Rookie Blue de ABC, en donde interpretó el papel de Hayley Hill. A mediados de 2015, Grand Maison coprotagonizó la película de terror, A Christmas Horror Story en donde interpretó a Molly Simons. La película recibió críticas favorables por parte de los críticos.
En junio de 2015, Grand Maison se unió al elenco principal de la película de Adam's Testament, junto al actor canadiense Lucas Bilyk. Su estreno está programado para el 2016. En septiembre de 2015, Grand Maison fue fichada para coprotagonizar el cortometraje, Morning After, en donde interpretará el papel de Teegan y tendrá su estreno en la primavera del 2016.
El 23 de septiembre de 2015, Deadline.com informó que Grand Maison protagonizaría una película de televisión para la cadena de Lifetime, Pregnant at 17. Que trata sobre Sonia Clifton interpretada por Josie Bissett, una veterinaria que descubre que su marido tiene una aventura con otra mujer. Se obsesiona con encontrar más información acerca de la mujer, Chelsea, interpretada por De Grand Maison, y pronto se entera de que es una joven que tan solo tiene 17 años y está embarazada. Sorprendentemente, Sonia empatizará con la adolescente y se convertirá en su apoyo. Siendo estrenada el 20 de febrero de 2016.
En 2022, Zoé apareció en la serie Ezra, interpretando a Somber Wales en dos episodios. Esta serie está ambientada en un mundo oscuro de vampiros y fue lanzada en octubre de 2022.
En 2023, protagonizó la película de terror y western Organ Trail, en la que interpretó a Abigail "Abby" Archer, una joven que lucha por sobrevivir en el hostil Viejo Oeste.
En 2024, participó en el programa Ghosting with Luke Hutchie and Matthew Finlan, apareciendo en el episodio titulado "Case 102: The Olde Angel Inn". En este episodio, Zoé exploró fenómenos paranormales junto a los anfitriones del programa en el histórico Olde Angel Inn en Niagara-on-the-Lake, Ontario.

## Filmografía

### Cine
| Año  | Título                   | Personaje   | Notas          |
| ---- | ------------------------ | ----------- | -------------- |
| 2015 | A Christmas Horror Story | Molly Simon | Coprotagonista |
| 2015 | Bloom                    | Ashley      | Cortometraje   |
| 2017 | Adam's Testament         | Katia       | Protagonista   |
| 2017 | Morning After            | Teegan      | Cortometraje   |
| 2019 | Cleverly Disguised       | Jennifer    | Cortometraje   |
| 2023 | Organ Trail              | Abigail     | película       |

### Televisión
| Año             | Título                                        | Personaje           | Notas |
| --------------- | --------------------------------------------- | ------------------- | --- |
| 2012            | Saving Hope                                   | Tara                | "Piloto" (Temporada 1, Episodio 1) |
| 2012            | An Officer and a Murderer                     | Beth Pelway         | Personaje secundario |
| 2013            | Played                                        | Emily Moreland      | "Drugs" (Temporada 1, Episodio 1) "Lawyers" (Temporada 1, Episodio 4) "Hitmen" (Temporada 1, Episodio 12) "Revenge" (Temporada 1, Episodio 13) |
| 2014-15, 17     | Orphan Black                                  | Gracie Johanssen    | Personaje recurrente |
| 2014            | Motive                                        | Sasha King          | "Abandoned" (Temporada 2, Episodio 9) |
| 2015            | Murdoch Mysteries                             | Nicolette Green     | "The Devil Wears Whalebone" (Temporada 8, Episodio 12)                                                                                         |
| 2015            | Bad Hair Day                                  | Ashley Mendlebach   | Película para televisión (Personaje antagónico)                                                                                                |
| 2015            | Rookie Blue                                   | Hayley Hill         | "Perfect Family" (Temporada 5, Episodio 13) |
| 2016            | Pregnant at 17                                | Chelsea             | Película para televisión (Coprotagonista) |
| 2017            | Sea Change                                    | Naomi               | Película para televisión (Personaje secundario)                                                                                                |
| 2017            | Stickman                                      | Liv                 | Película para televisión (Protagonista) |
| 2018            | Wayne                                         | Jenny               | "How Sweaty's Your Hands?" (Temporada 1, Episodio 6)                                                                                           |
| 2018-2020, 2023 | Riverdale                                     | Evelyn Evernever    | Personaje recurrente (Temporada 3 y Temporada 4) Invitada (temporada 7)                                                                        |
| 2020            | Fortunate Son                                 | Destiny             | Elenco principal |
| 2020            | Grow a Pair                                   | Kayley              | "Facial Recognition" (Temporada 1, Episodio 1)                                                                                                 |
| 2022            | Ezra                                          | Somber Wales        | En dos episodios |
| 2024            | Ghosting with Luke Hutchie and Matthew Finlan | Zoé De Grand Maison | "Caso 102: La posada Olde Angel" |

## Premios y nominaciones
| Año  | Premio             | Categoría                                                                      | Trabajo      | Resultado | Ref.   |
| ---- | ------------------ | ------------------------------------------------------------------------------ | ------------ | --------- | ------ |
| 2015 | Young Artist Award | Mejor interpretación en serie de televisión-Actriz invitado principal de 17-21 | Motive       | Ganadora  | [ 19 ] |
| 2015 | Young Artist Award | Mejor interpretación en serie de televisión - Mejor Actor Recurrente 17-21     | Orphan Black | Nominada  | [ 19 ] |